# Uefa Champions League 2006/2007
UEFA Champions League 2006/2007 var den 52:a säsongen av den europeiska cupen i fotboll för klubblag på herrsidan och den 15:e i form av Uefa Champions League. Finalen spelades på Olympiastadion i Aten, Grekland den 23 maj 2007, där AC Milan från Italien i ett revanschmöte från finalen 2005 besegrade Liverpool från England med 2-1 och därmed vann sin sjunde Uefa Champions League-titel.

## Kvalomgångar

### Första kvalomgången
De första matcherna spelades 11 och 12 juli, 2006, och returerna 18 och 19 juli.
| Första kvalomgången – 22 deltagande klubblag | Första kvalomgången – 22 deltagande klubblag | Första kvalomgången – 22 deltagande klubblag | Första kvalomgången – 22 deltagande klubblag | Första kvalomgången – 22 deltagande klubblag |
| -------------------------------------------- | -------------------------------------------- | -------------------------------------------- | -------------------------------------------- | -------------------------------------------- |
| Lag 1                                        | Totalt                                       | Lag 2                                        | Möte 1                                       | Möte 2                                       |
| Elbasani                                     | 1–3                                          | Ekranas                                      | 1–0                                          | 0–3                                          |
| TVMK                                         | 3–4                                          | FH                                           | 2–3                                          | 1–1                                          |
| Liepājas Metalurgs                           | 2–1                                          | Aktobe                                       | 1–0                                          | 1–1                                          |
| Mypa                                         | 2–0                                          | The New Saints                               | 1–0                                          | 1–0                                          |
| Cork City                                    | 2–1                                          | Apollon Limassol                             | 1–0                                          | 1–1                                          |
| Sioni Bolnisi                                | 2–1                                          | Baku                                         | 2–0                                          | 0–1                                          |
| F91 Dudelange                                | 0–1                                          | Rabotnički                                   | 0–1                                          | 0–0                                          |
| Shakhtsyor Salihorsk                         | 0–2                                          | Široki Brijeg                                | 0–1                                          | 0–1                                          |
| Birkirkara                                   | 2–5                                          | B36                                          | 0–3                                          | 2–2                                          |
| Linfield                                     | 3–5                                          | Gorica                                       | 1–3                                          | 2–2                                          |
| Pjunik                                       | 0–2                                          | Sheriff Tiraspol                             | 0–0                                          | 0–2                                          |

### Andra kvalomgången
De första matcherna spelades 25 och 26 juli, 2006, och returerna 1 och 2 augusti.
| Andra kvalomgången – 28 deltagande klubblag | Andra kvalomgången – 28 deltagande klubblag | Andra kvalomgången – 28 deltagande klubblag | Andra kvalomgången – 28 deltagande klubblag | Andra kvalomgången – 28 deltagande klubblag |
| ------------------------------------------- | ------------------------------------------- | ------------------------------------------- | ------------------------------------------- | ------------------------------------------- |
| Lag 1                                       | Totalt                                      | Lag 2                                       | Möte 1                                      | Möte 2                                      |
| Gorica                                      | 0–5                                         | Steaua București                            | 0–2                                         | 0–3                                         |
| Levski Sofia                                | 4–0                                         | Sioni Bolnisi                               | 2–0                                         | 2–0                                         |
| Zürich                                      | 2–3                                         | Red Bull Salzburg                           | 2–1                                         | 0–2                                         |
| Djurgårdens IF                              | 2–3                                         | Ružomberok                                  | 1–0                                         | 1–3                                         |
| Debrecen                                    | 2–5                                         | Rabotnički                                  | 1–1                                         | 1–4                                         |
| Cork City                                   | 0–4                                         | Röda stjärnan                               | 0–1                                         | 0–3                                         |
| Fenerbahçe                                  | 9–0                                         | B36                                         | 4–0                                         | 5–0                                         |
| Mladá Boleslav                              | 5–3                                         | Vålerenga IF                                | 3–1                                         | 2–2                                         |
| Sheriff Tiraspol                            | 00001–1 (BM)                                | Spartak Moskva                              | 1–1                                         | 0–0                                         |
| Liepājas Metalurgs                          | 1–8                                         | Dynamo Kiev                                 | 1–4                                         | 0–4                                         |
| FH                                          | 0–3                                         | Legia Warszawa                              | 0–1                                         | 0–2                                         |
| FC Köpenhamn                                | 4–2                                         | Mypa                                        | 2–0                                         | 2–2                                         |
| Ekranas                                     | 3–9                                         | Dinamo Zagreb                               | 1–4                                         | 2–5                                         |
| Heart of Midlothian                         | 3–0                                         | Široki Brijeg                               | 3–0                                         | 0–0                                         |

### Tredje kvalomgången
De första matcherna spelades 8 och 9 augusti, 2006, och returerna 22 och 23 augusti.
| Tredje kvalomgången – 32 deltagande klubblag | Tredje kvalomgången – 32 deltagande klubblag | Tredje kvalomgången – 32 deltagande klubblag | Tredje kvalomgången – 32 deltagande klubblag | Tredje kvalomgången – 32 deltagande klubblag |
| -------------------------------------------- | -------------------------------------------- | -------------------------------------------- | -------------------------------------------- | -------------------------------------------- |
| Lag 1                                        | Totalt                                       | Lag 2                                        | Möte 1                                       | Möte 2                                       |
| Slovan Liberec                               | 1–2                                          | Spartak Moskva                               | 0–0                                          | 1–2                                          |
| Sjachtar Donetsk                             | 4–2                                          | Legia Warszawa                               | 1–0                                          | 3–2                                          |
| Red Bull Salzburg                            | 1–3                                          | Valencia                                     | 1–0                                          | 0–3                                          |
| Levski Sofia                                 | 4–2                                          | Chievo                                       | 2–0                                          | 2–2                                          |
| Heart of Midlothian                          | 1–5                                          | AEK Aten                                     | 1–2                                          | 0–3                                          |
| CSKA Moskva                                  | 5–0                                          | Ružomberok                                   | 3–0                                          | 2–0                                          |
| AC Milan                                     | 3–1                                          | Röda stjärnan                                | 1–0                                          | 2–1                                          |
| Galatasaray                                  | 6–3                                          | Mladá Boleslav                               | 5–2                                          | 1–1                                          |
| Standard Liège                               | 3–4                                          | Steaua București                             | 2–2                                          | 1–2                                          |
| Austria Wien                                 | 1–4                                          | Benfica                                      | 1–1                                          | 0–3                                          |
| Dinamo Zagreb                                | 1–5                                          | Arsenal                                      | 0–3                                          | 1–2                                          |
| FC Köpenhamn                                 | 3–2                                          | Ajax                                         | 1–2                                          | 2–0                                          |
| Hamburg                                      | 00001–1 (BM)                                 | Osasuna                                      | 0–0                                          | 1–1                                          |
| Dynamo Kiev                                  | 5–3                                          | Fenerbahçe                                   | 3–1                                          | 2–2                                          |
| Liverpool                                    | 3–2                                          | Maccabi Haifa                                | 2–1                                          | 1–1                                          |
| Lille                                        | 4–0                                          | Rabotnički                                   | 3–0                                          | 1–0                                          |

Förlorande lag från kvalomgång 3 spelade senare i första omgången av Uefacupens gruppspel.

## Gruppspelet
Lottningen för denna rond skedde 24 augusti 2006 i Monaco. Matcherna spelades 12 september och 6 december 2006.
|  | Två bästa i gruppen avancerar till åttondelsfinal             |
|  | Tredjeplatsen innebär plats i sextondelsfinalerna i Uefacupen |

### Grupp A
| Nr | Lag           | S | V | O | F | GM | IM | MS  | P  |
| -- | ------------- | - | - | - | - | -- | -- | --- | -- |
| 1  | Chelsea       | 6 | 4 | 1 | 1 | 10 | 4  | +6  | 13 |
| 2  | Barcelona     | 6 | 3 | 2 | 1 | 12 | 4  | +8  | 11 |
| 3  | Werder Bremen | 6 | 3 | 1 | 2 | 7  | 5  | +2  | 10 |
| 4  | Levski Sofia  | 6 | 0 | 0 | 6 | 1  | 17 | −16 | 0  |

| Hemma \ Borta | Spanien | England | Bulgarien | Tyskland |
| Barcelona     | —       | 2–2     | 5–0       | 2–0      |
| Chelsea       | 1–0     | —       | 2–0       | 2–0      |
| Levski Sofia  | 0–2     | 1–3     | —         | 0–3      |
| Werder Bremen | 1–1     | 1–0     | 2–0       | —        |

### Grupp B
| Nr | Lag               | S | V | O | F | GM | IM | MS | P  |
| -- | ----------------- | - | - | - | - | -- | -- | -- | -- |
| 1  | Bayern München    | 6 | 3 | 3 | 0 | 10 | 3  | +7 | 12 |
| 2  | Inter             | 6 | 3 | 1 | 2 | 5  | 5  | 0  | 10 |
| 3  | Spartak Moskva    | 6 | 1 | 2 | 3 | 7  | 11 | −4 | 5  |
| 4  | Sporting Lissabon | 6 | 1 | 2 | 3 | 3  | 6  | −3 | 5  |

| Hemma \ Borta     | Spanien | Italien | Ryssland | Portugal |
| Bayern München    | —       | 1–1     | 4–0      | 0–0      |
| Inter             | 0–2     | —       | 2–1      | 1–0      |
| Spartak Moskva    | 2–2     | 0–1     | —        | 1–1      |
| Sporting Lissabon | 0–1     | 1–0     | 1–3      | —        |

### Grupp C
| Nr | Lag         | S | V | O | F | GM | IM | MS | P  |
| -- | ----------- | - | - | - | - | -- | -- | -- | -- |
| 1  | Liverpool   | 6 | 4 | 1 | 1 | 11 | 5  | +6 | 13 |
| 2  | PSV         | 6 | 3 | 1 | 2 | 6  | 6  | 0  | 10 |
| 3  | Bordeaux    | 6 | 2 | 1 | 3 | 6  | 7  | −1 | 7  |
| 4  | Galatasaray | 6 | 1 | 1 | 4 | 7  | 12 | −5 | 4  |

| Hemma \ Borta | Frankrike | Turkiet | England | Nederländerna |
| Bordeaux      | —         | 3–1     | 0–1     | 0–1           |
| Galatasaray   | 0–0       | —       | 3–2     | 1–2           |
| Liverpool     | 3–0       | 3–2     | —       | 2–0           |
| PSV           | 1–3       | 2–0     | 0–0     | —             |

### Grupp D
| Nr | Lag              | S | V | O | F | GM | IM | MS | P  |
| -- | ---------------- | - | - | - | - | -- | -- | -- | -- |
| 1  | Valencia         | 6 | 4 | 1 | 1 | 12 | 6  | +6 | 13 |
| 2  | Roma             | 6 | 3 | 1 | 2 | 8  | 4  | +4 | 10 |
| 3  | Sjachtar Donetsk | 6 | 1 | 3 | 2 | 6  | 11 | −5 | 6  |
| 4  | Olympiakos       | 6 | 0 | 3 | 3 | 6  | 11 | −5 | 3  |

| Hemma \ Borta    | Grekland | Italien | Ukraina | Spanien |
| Olympiakos       | —        | 0–1     | 1–1     | 2–4     |
| Roma             | 1–1      | —       | 4–0     | 1–0     |
| Sjachtar Donetsk | 2–2      | 1–0     | —       | 2–2     |
| Valencia         | 2–0      | 2–1     | 2–0     | —       |

### Grupp E
| Nr | Lag              | S | V | O | F | GM | IM | MS  | P  |
| -- | ---------------- | - | - | - | - | -- | -- | --- | -- |
| 1  | Lyon             | 6 | 4 | 2 | 0 | 12 | 3  | +9  | 14 |
| 2  | Real Madrid      | 6 | 3 | 2 | 1 | 14 | 8  | +6  | 11 |
| 3  | Steaua București | 6 | 1 | 2 | 3 | 7  | 11 | −4  | 5  |
| 4  | Dynamo Kiev      | 6 | 0 | 2 | 4 | 5  | 16 | −11 | 2  |

| Hemma \ Borta    | Ukraina | Frankrike | Rumänien | Spanien |
| Dynamo Kiev      | —       | 0–3       | 1–4      | 2–2     |
| Lyon             | 1–0     | —         | 1–1      | 2–0     |
| Steaua București | 1–1     | 0–3       | —        | 1–4     |
| Real Madrid      | 5–1     | 2–2       | 1–0      | —       |

### Grupp F
| Nr | Lag               | S | V | O | F | GM | IM | MS | P  |
| -- | ----------------- | - | - | - | - | -- | -- | -- | -- |
| 1  | Manchester United | 6 | 4 | 0 | 2 | 10 | 5  | +5 | 12 |
| 2  | Celtic            | 6 | 3 | 0 | 3 | 8  | 9  | −1 | 9  |
| 3  | Benfica           | 6 | 2 | 1 | 3 | 7  | 8  | −1 | 7  |
| 4  | FC Köpenhamn      | 6 | 2 | 1 | 3 | 5  | 8  | −3 | 7  |

| Hemma \ Borta     | Portugal | Skottland | Danmark | England |
| Benfica           | —        | 3–0       | 3–1     | 0–1     |
| Celtic            | 3–0      | —         | 1–0     | 1–0     |
| FC Köpenhamn      | 0–0      | 3–1       | —       | 1–0     |
| Manchester United | 3–1      | 3–2       | 3–0     | —       |

### Grupp G
| Nr | Lag          | S | V | O | F | GM | IM | MS | P  |
| -- | ------------ | - | - | - | - | -- | -- | -- | -- |
| 1  | Arsenal      | 6 | 3 | 2 | 1 | 7  | 3  | +4 | 11 |
| 2  | Porto        | 6 | 3 | 2 | 1 | 9  | 4  | +5 | 11 |
| 3  | CSKA Moskva  | 6 | 2 | 2 | 2 | 4  | 5  | −1 | 8  |
| 4  | Hamburger SV | 6 | 1 | 0 | 5 | 7  | 15 | −8 | 3  |

| Hemma \ Borta | England | Ryssland | Tyskland | Portugal |
| Arsenal       | —       | 0–0      | 3–1      | 2–0      |
| CSKA Moskva   | 1–0     | —        | 1–0      | 0–2      |
| Hamburger SV  | 1–2     | 3–2      | —        | 1–3      |
| Porto         | 0–0     | 0–0      | 4–1      | —        |

### Grupp H
| Nr | Lag        | S | V | O | F | GM | IM | MS | P  |
| -- | ---------- | - | - | - | - | -- | -- | -- | -- |
| 1  | AC Milan   | 6 | 3 | 1 | 2 | 8  | 4  | +4 | 10 |
| 2  | Lille      | 6 | 2 | 3 | 1 | 8  | 5  | +3 | 9  |
| 3  | AEK Aten   | 6 | 2 | 2 | 2 | 6  | 9  | −3 | 8  |
| 4  | Anderlecht | 6 | 0 | 4 | 2 | 7  | 11 | −4 | 4  |

| Hemma \ Borta | Italien | Grekland | Belgien | Frankrike |
| AC Milan      | —       | 3–0      | 4–1     | 0–2       |
| AEK Aten      | 1–0     | —        | 1–1     | 1–0       |
| Anderlecht    | 0–1     | 2–2      | —       | 1–1       |
| Lille         | 0–0     | 3–1      | 2–2     | —         |

## Slutspel
Slutspelet började den 20 februari 2007 och avslutades med finalen på Olympiastadion i Aten den 23 maj. Lottningen för första slutspelet skedde 15 december 2006 och involverade de två topplagen i varje grupp från gruppspelet. Vinnaren från varje grupp fick möta laget som kom på andra plats från en annan grupp.
Varje omgång bestod av två spelmöten, hemma och borta, där laget med det högre sammanlagda resultatet avancerade till nästa runda, med undantag för finalen som spelades en gång på neutral plan. I de matcher där de två lagens sammanlagda resultat var lika, gick laget som gjorde fler bortamål vidare till nästa runda.

### Slutspelsträd
| 0 | Åttondelsfinal        | Åttondelsfinal      | Åttondelsfinal | Åttondelsfinal |       |                 | Kvartsfinal | Kvartsfinal | Kvartsfinal | Kvartsfinal |  |                     | Semifinal | Semifinal | Semifinal | Semifinal |            |   | Final ( ) | Final ( ) |
| 0 |                       |                     |                |                |       |                 |             |             |             |             |  |                     |           |           |           |           |            |   |           |           |
|   | 0 Roma                | 0                   | 2              | 2              |       |                 |             |             |             |             |  |                     |           |           |           |           |            |   |           |           |
|   | 0 Lyon                | 0                   | 0              | 0              |       |                 |             |             |             |             |  |                     |           |           |           |           |            |   |           |           |
|   | 0 Lyon                | 0                   | 0              | 0              |       | 0 Roma          | 2           | 1           | 3           |             |  |                     |           |           |           |           |            |   |           |           |
|   |                       |                     |                |                |       | 0 Roma          | 2           | 1           | 3           |             |  |                     |           |           |           |           |            |   |           |           |
|   |                       | 0 Manchester United | 1              | 7              | 8     |                 |             |             |             |             |  |                     |           |           |           |           |            |   |           |           |
|   | 0 Lille               | 0 Manchester United | 1              | 7              | 8     | 0               | 0           | 0           |             |             |  |                     |           |           |           |           |            |   |           |           |
|   | 0 Lille               |                     |                |                |       | 0               | 0           | 0           |             |             |  |                     |           |           |           |           |            |   |           |           |
|   | 0 Manchester United   | 1                   | 1              | 2              |       |                 |             |             |             |             |  |                     |           |           |           |           |            |   |           |           |
|   | 0 Manchester United   | 1                   | 1              | 2              |       |                 |             |             |             |             |  | 0 Manchester United | 3         | 0         | 3         |           |            |   |           |           |
|   |                       |                     |                |                |       |                 |             |             |             |             |  | 0 Manchester United | 3         | 0         | 3         |           |            |   |           |           |
|   |                       | 0 AC Milan          | 2              | 3              | 5     |                 |             |             |             |             |  |                     |           |           |           |           |            |   |           |           |
|   | 0 Celtic              | 0 AC Milan          | 2              | 3              | 5     | 0               | 0           | 0           |             |             |  |                     |           |           |           |           |            |   |           |           |
|   | 0 Celtic              |                     |                |                |       | 0               | 0           | 0           |             |             |  |                     |           |           |           |           |            |   |           |           |
|   | 0 AC Milan (e.f.)     | 0                   | 1              | 1              |       |                 |             |             |             |             |  |                     |           |           |           |           |            |   |           |           |
|   | 0 AC Milan (e.f.)     | 0                   | 1              | 1              |       | 0 AC Milan      | 2           | 2           | 4           |             |  |                     |           |           |           |           |            |   |           |           |
|   |                       |                     |                |                |       | 0 AC Milan      | 2           | 2           | 4           |             |  |                     |           |           |           |           |            |   |           |           |
|   |                       | 0 Bayern München    | 2              | 0              | 2     |                 |             |             |             |             |  |                     |           |           |           |           |            |   |           |           |
|   | 0 Real Madrid         | 0 Bayern München    | 2              | 0              | 2     | 3               | 1           | 4           |             |             |  |                     |           |           |           |           |            |   |           |           |
|   | 0 Real Madrid         |                     |                |                |       | 3               | 1           | 4           |             |             |  |                     |           |           |           |           |            |   |           |           |
|   | 0 Bayern München (BM) | 2                   | 2              | 4              |       |                 |             |             |             |             |  |                     |           |           |           |           |            |   |           |           |
|   | 0 Bayern München (BM) | 2                   | 2              | 4              |       |                 |             |             |             |             |  |                     |           |           |           |           | 0 AC Milan | 2 |           |           |
|   |                       |                     |                |                |       |                 |             |             |             |             |  |                     |           |           |           |           |            | 2 |           |           |
|   |                       | 0 Liverpool         | 1              |                |       |                 |             |             |             |             |  |                     |           |           |           |           |            |   |           |           |
|   | 0 Porto               | 0 Liverpool         | 1              | 1              | 1     | 2               |             |             |             |             |  |                     |           |           |           |           |            |   |           |           |
|   | 0 Porto               |                     |                | 1              | 1     | 2               |             |             |             |             |  |                     |           |           |           |           |            |   |           |           |
|   | 0 Chelsea             | 1                   | 2              | 3              |       |                 |             |             |             |             |  |                     |           |           |           |           |            |   |           |           |
|   | 0 Chelsea             | 1                   | 2              | 3              |       | 0 Chelsea       | 1           | 2           | 3           |             |  |                     |           |           |           |           |            |   |           |           |
|   |                       |                     |                |                |       | 0 Chelsea       | 1           | 2           | 3           |             |  |                     |           |           |           |           |            |   |           |           |
|   |                       | 0 Valencia          | 1              | 1              | 2     |                 |             |             |             |             |  |                     |           |           |           |           |            |   |           |           |
|   | 0 Inter               | 0 Valencia          | 1              | 1              | 2     | 2               | 0           | 2           |             |             |  |                     |           |           |           |           |            |   |           |           |
|   | 0 Inter               |                     |                |                |       | 2               | 0           | 2           |             |             |  |                     |           |           |           |           |            |   |           |           |
|   | 0 Valencia (BM)       | 2                   | 0              | 2              |       |                 |             |             |             |             |  |                     |           |           |           |           |            |   |           |           |
|   | 0 Valencia (BM)       | 2                   | 0              | 2              |       |                 |             |             |             |             |  | 0 Chelsea           | 1         | 0         | 1 (1)     |           |            |   |           |           |
|   |                       |                     |                |                |       |                 |             |             |             |             |  | 0 Chelsea           | 1         | 0         | 1 (1)     |           |            |   |           |           |
|   |                       | 0 Liverpool (str.)  | 0              | 1              | 1 (4) |                 |             |             |             |             |  |                     |           |           |           |           |            |   |           |           |
|   | 0 PSV Eindhoven       | 0 Liverpool (str.)  | 0              | 1              | 1 (4) | 1               | 1           | 2           |             |             |  |                     |           |           |           |           |            |   |           |           |
|   | 0 PSV Eindhoven       |                     |                |                |       | 1               | 1           | 2           |             |             |  |                     |           |           |           |           |            |   |           |           |
|   | 0 Arsenal             | 0                   | 1              | 1              |       |                 |             |             |             |             |  |                     |           |           |           |           |            |   |           |           |
|   | 0 Arsenal             | 0                   | 1              | 1              |       | 0 PSV Eindhoven | 0           | 0           | 0           |             |  |                     |           |           |           |           |            |   |           |           |
|   |                       |                     |                |                |       | 0 PSV Eindhoven | 0           | 0           | 0           |             |  |                     |           |           |           |           |            |   |           |           |
|   |                       | 0 Liverpool         | 3              | 1              | 4     |                 |             |             |             |             |  |                     |           |           |           |           |            |   |           |           |
|   | 0 Barcelona           | 0 Liverpool         | 3              | 1              | 4     | 1               | 1           | 2           |             |             |  |                     |           |           |           |           |            |   |           |           |
|   | 0 Barcelona           |                     |                |                |       | 1               | 1           | 2           |             |             |  |                     |           |           |           |           |            |   |           |           |
|   | 0 Liverpool (BM)      | 2                   | 0              | 2              |       |                 |             |             |             |             |  |                     |           |           |           |           |            |   |           |           |

### Åttondelsfinaler
De första matcherna spelades 20 och 21 februari och returerna 6 och 7 mars 2007.
| Åttondelsfinaler – 16 deltagande klubblag | Åttondelsfinaler – 16 deltagande klubblag | Åttondelsfinaler – 16 deltagande klubblag | Åttondelsfinaler – 16 deltagande klubblag | Åttondelsfinaler – 16 deltagande klubblag |
| ----------------------------------------- | ----------------------------------------- | ----------------------------------------- | ----------------------------------------- | ----------------------------------------- |
| Lag 1                                     | Totalt                                    | Lag 2                                     | Möte 1                                    | Möte 2                                    |
| Porto                                     | 2–3                                       | Chelsea                                   | 1–1                                       | 1–2                                       |
| Celtic                                    | 0–1                                       | AC Milan                                  | 0–0                                       | 0–1 (e.f.)                                |
| PSV                                       | 2–1                                       | Arsenal                                   | 1–0                                       | 1–1                                       |
| Lille                                     | 0–2                                       | Manchester United                         | 0-1                                       | 0-1                                       |
| Roma                                      | 2–0                                       | Lyon                                      | 0–0                                       | 2–0                                       |
| Barcelona                                 | 00002–2 (BM)                              | Liverpool                                 | 1–2                                       | 1–0                                       |
| Real Madrid                               | 00004–4 (BM)                              | Bayern München                            | 3–2                                       | 1–2                                       |
| Inter                                     | 00002–2 (BM)                              | Valencia                                  | 2–2                                       | 0–0                                       |

### Kvartsfinaler
De första matcherna spelades 3 och 4 april och returerna 10 och 11 april 2007.
| Kvartsfinaler – 8 deltagande klubblag | Kvartsfinaler – 8 deltagande klubblag | Kvartsfinaler – 8 deltagande klubblag | Kvartsfinaler – 8 deltagande klubblag | Kvartsfinaler – 8 deltagande klubblag |
| ------------------------------------- | ------------------------------------- | ------------------------------------- | ------------------------------------- | ------------------------------------- |
| Lag 1                                 | Totalt                                | Lag 2                                 | Möte 1                                | Möte 2                                |
| AC Milan                              | 4–2                                   | Bayern München                        | 2–2                                   | 2–0                                   |
| PSV                                   | 0–4                                   | Liverpool                             | 0–3                                   | 0–1                                   |
| Roma                                  | 3–8                                   | Manchester United                     | 2–1                                   | 1–7                                   |
| Chelsea                               | 3–2                                   | Valencia                              | 1–1                                   | 2–1                                   |

### Semifinaler
De första matcherna spelades 24 och 25 april och returerna 1 och 2 maj 2007.
Matcherna mellan Manchester United och AC Milan blev två fantastiska matcher. Första mötet spelades på Old Trafford, där hemmalaget tog ledningen redan efter fem minuters spel, efter en jättetavla av AC Milans målvakt Dida. Men italienarna lyckades dock kvittera och vända matchen till 1-2 i första halvlek genom en storspelande Kaká, ett resultat som höll sig halvleken ut. I andra halvlek lyckades dock United kvittera genom Wayne Rooney i den 59:e minuten. Samma man slog till på nytt på tilläggstiden och engelsmännen vann med 3-2.
Returen på San Siro blev dock allt annat än en jämn match och efter 11 minuter kunde italienarna ta ledning via Kaká. En halvtimme in i matchen slog Clarence Seedorf till på volley och 2-0 var ett faktum. Med dryga 10 minuter kvar av matchen kom nyinbytte Alberto Gilardino fri med målvakten Edwin van der Sar och satte bollen iskallt i högra hörnet, och fastställde därmed slutresultatet till 3-0. Resultatet innebar alltså att AC Milan avancerade till final efter sammanlagt 5-3. 
| Semifinaler – 4 deltagande klubblag | Semifinaler – 4 deltagande klubblag | Semifinaler – 4 deltagande klubblag | Semifinaler – 4 deltagande klubblag | Semifinaler – 4 deltagande klubblag |
| ----------------------------------- | ----------------------------------- | ----------------------------------- | ----------------------------------- | ----------------------------------- |
| Lag 1                               | Totalt                              | Lag 2                               | Möte 1                              | Möte 2                              |
| Chelsea                             | 1–1 (1–1 str.)                      | Liverpool                           | 1–0                                 | 0–1 (e.f.)                          |
| Manchester United                   | 3–5                                 | AC Milan                            | 3–2                                 | 0–3                                 |

### Final
Finalen spelades 23 maj 2007 på Olympiastadion, Aten. 
AC Milan lyckades ta ledningen precis innan halvtidsvilan, när en frispark direkt utanför straffområdet, som togs av Andrea Pirlo, skarvades in i mål via Filippo Inzaghi. Matchen i sig var jämn men med cirka 10 minuter kvar slog Kaká, som blev turneringens bäste spelare, en genomskärande passning till den ständigt löpande Inzaghi som rundade målvakten Pepe Reina och iskallt rullade in bollen i mål, och utökade Milans ledning till 2-0. I den 89:e minuten kom dock ett tröstmål för Liverpool via holländaren Dirk Kuyt. Slutrestultatet fastställdes till 2-1 och Milan tog därmed sin sjunde UEFA Champions League-titel. Milans lagkapten Paolo Maldini fick höja bucklan och Kaká blev skyttekung av turneringen med sina 10 mål på 14 framträdanden. Inzaghi blev stor matchvinnare med sina två mål.
Milan gick sedan vidare till att representera Europa i Världsmästerskapet i fotboll för klubblag 2007, som spelades i Japan 7 - 16 december 2007. Turneringen vanns av Milan efter att i finalen ha besegrat Boca Juniors från Argentina med 4-2.
|             | 23 maj 2007 | AC Milan                 | 2 – 1           | Liverpool     | Olympiastadion                                                  |                                                                 |
| 21:45 UTC+3 | 21:45 UTC+3 | Filippo Inzaghi 45′, 82′ | (1 – 0) Rapport | 89′ Dirk Kuyt | Aten, Grekland Publik: 74 000 Domare: Herbert Fandel (Tyskland) | Aten, Grekland Publik: 74 000 Domare: Herbert Fandel (Tyskland) |
| 21:45 UTC+3 | 21:45 UTC+3 |                          |                 |               | Aten, Grekland Publik: 74 000 Domare: Herbert Fandel (Tyskland) | Aten, Grekland Publik: 74 000 Domare: Herbert Fandel (Tyskland) |
| 21:45 UTC+3 | 21:45 UTC+3 |                          |                 |               | Aten, Grekland Publik: 74 000 Domare: Herbert Fandel (Tyskland) | Aten, Grekland Publik: 74 000 Domare: Herbert Fandel (Tyskland) |

## Skytteliga
| Nr | Namn                | Klubb             | Mål |
| -- | ------------------- | ----------------- | --- |
| 1  | Ricárdo Kaká        | AC Milan          | 10  |
| 2  | Peter Crouch        | Liverpool         | 6   |
| 2  | Didier Drogba       | Chelsea           | 6   |
| 2  | Fernando Morientes  | Valencia          | 6   |
| 2  | Ruud van Nistelrooy | Real Madrid       | 6   |
| 6  | Raúl González       | Real Madrid       | 5   |
| 7  | Nicolae Dică        | Steaua Bukarest   | 4   |
| 7  | Claudio Pizarro     | Bayern München    | 4   |
| 7  | Wayne Rooney        | Manchester United | 4   |
| 7  | Louis Saha          | Manchester United | 4   |
| 7  | Francesco Totti     | Roma              | 4   |
| 7  | David Villa         | Valencia          | 4   |

### Webbkällor
Den här artikeln är helt eller delvis baserad på material från engelskspråkiga Wikipedia.